# Quặng sắt

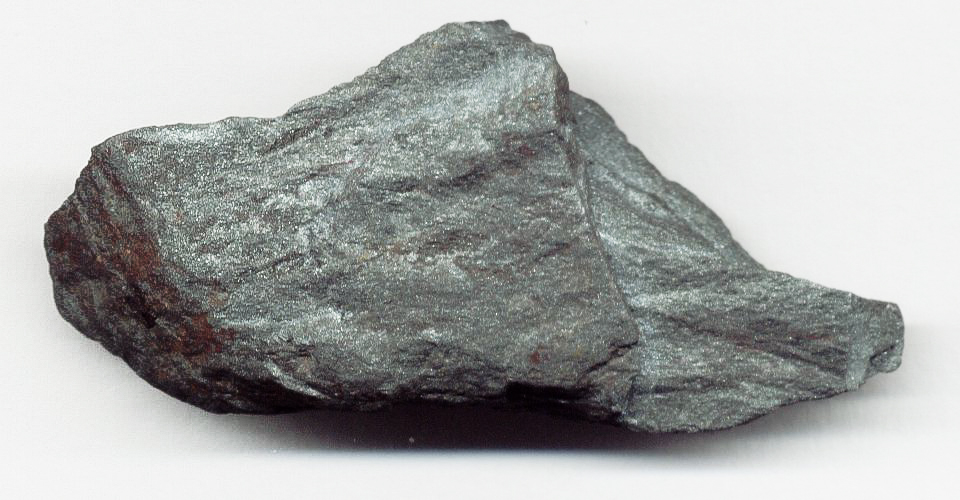
Hematit: Loại quặng sắt chính trong các mỏ của Brasil.

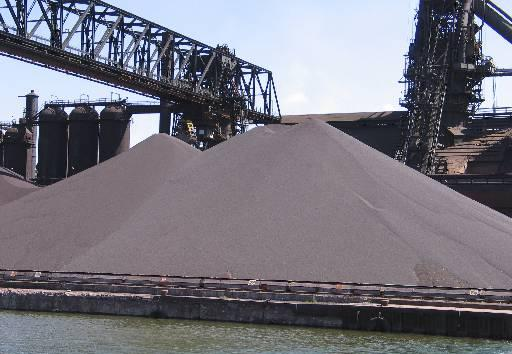
Kho dự trữ quặng sắt vê viên này sẽ được sử dụng trong sản xuất thép.

Quặng sắt là các loại đá và khoáng vật mà từ đó sắt kim loại có thể được chiết ra có hiệu quả kinh tế. Quặng sắt thường giàu các sắt oxit và có màu sắc từ xám sẫm, vàng tươi, tía sẫm tới nâu đỏ. Sắt thường được tìm thấy dưới dạng magnetit (Fe
3O
4, 72,4% Fe), hematit (Fe
2O
3, 69,9% Fe), goethit (FeO(OH), 62,9% Fe), limonit (FeO(OH)•n(H2O), 55% Fe) hay siderit (FeCO3, 48,2% Fe).
Các loại quặng chứa hàm lượng rất cao hematit hay magnetit (trên 60% sắt) với cỡ hạt trên 6mm được biết đến như là "quặng tự nhiên" hay "quặng chở tàu trực tiếp" (DSO), nghĩa là chúng có thể nạp trực tiếp vào các lò cao sản xuất gang. Quặng sắt là nguyên liệu được sử dụng trong sản xuất gang luyện thép, một trong những nguyên liệu chính để sản xuất thép— với khoảng 95-98% lượng quặng sắt đã khai thác để sản xuất thép. Người ta cho rằng quặng sắt là "tích hợp với kinh tế toàn cầu nhiều hơn so với bất kỳ hàng hóa nào, ngoại trừ có lẽ chỉ mỗi dầu mỏ".

### Thành hệ sắt dải

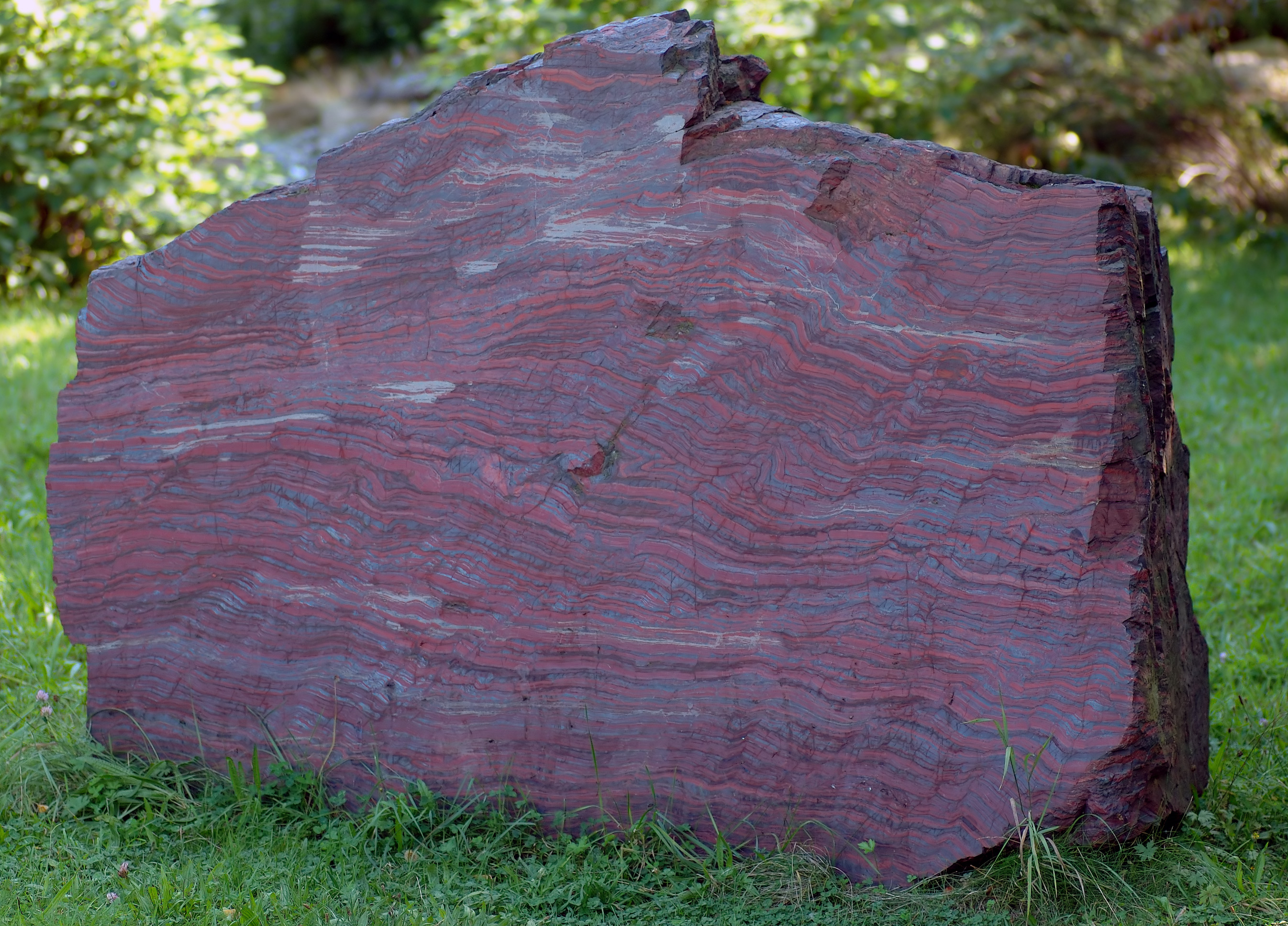
Đá cổ 2,1 tỷ năm tuổi chỉ ra thành hệ sắt dải.

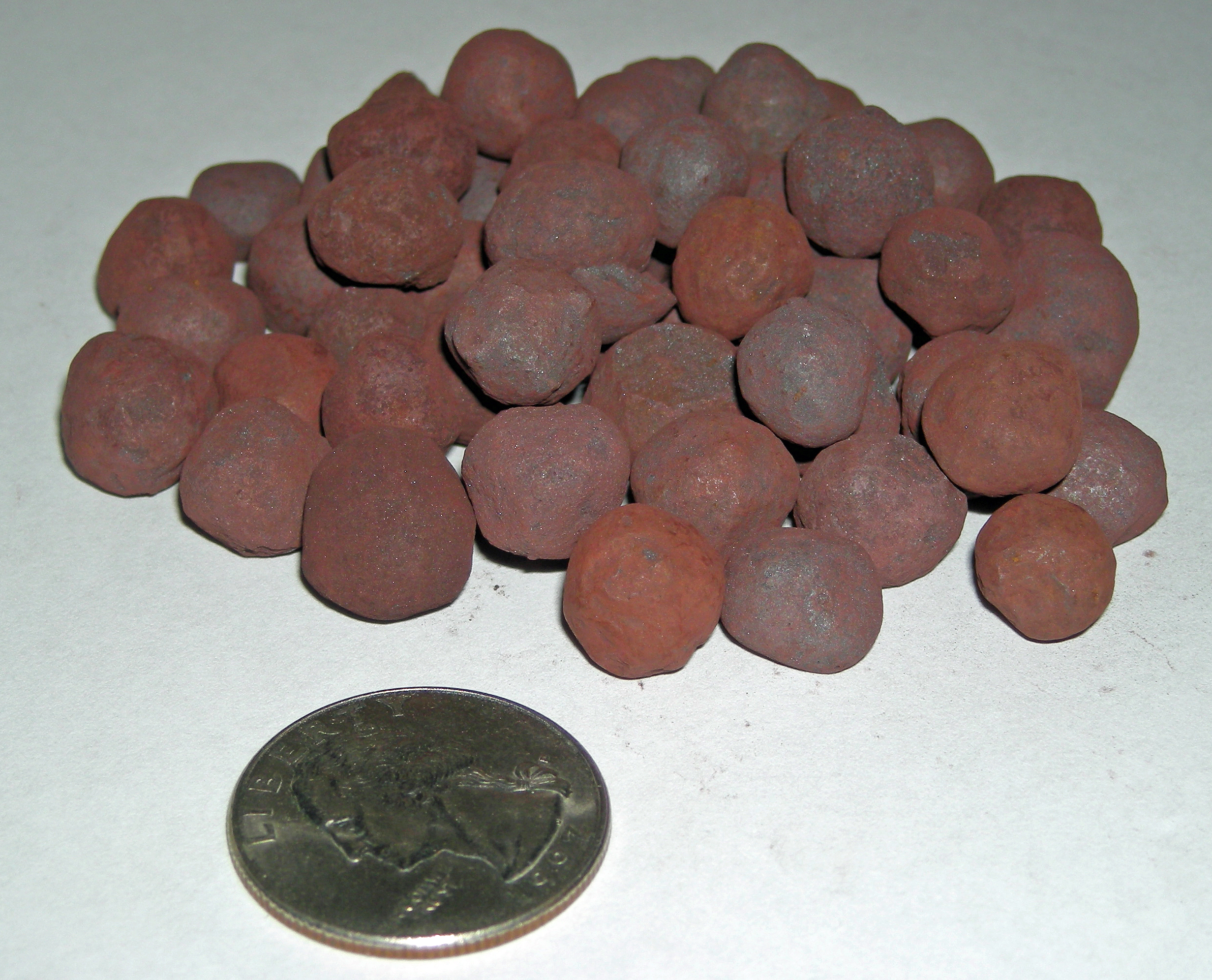
Các viên vê taconit đã gia công với bề mặt oxy hóa màu nâu đỏ được sử dụng trong nghiệp sản xuất thép, với đồng xu 25 xent Mỹ (đường kính 24 mm) nằm cạnh để so sánh.

Các thành hệ sắt dải (BIF, từ tiếng Anh: Banded Iron Formation) là các loại đá trầm tích chứa trên 15% sắt bao gồm chủ yếu là các khoáng vật sắt tạo thành các lớp mỏng lẫn với silica (như thạch anh). Các thành hệ sắt dải chỉ xuất hiện trong các loại đá Tiền Cambri và nói chung đã biến chất nhiều hay ít. Các thành hệ sắt dải có thể chứa sắt dưới dạng các khoáng vật cacbonat (như siderit hay ankerit), silicat (như minnesotait, greenalit, grunerit), nhưng trong những gì đã khai thác mỏ như là quặng sắt thì các oxit (như magnetit, hematit) là khoáng vật sắt chủ yếu. Tại Bắc Mỹ thì các thành hệ sắt dải được biết đến như là taconit.
Khai thác mỏ bao gồm sự dịch chuyển lượng lớn quặng và chất thải. Các chất thải nằm ở hai dạng là đá móng không quặng trong mỏ (đất đá phủ vỉa hay đất đá xen vỉa, gọi chung là đất đá thải) và các khoáng vật không mong muốn là một phần bên trong của chính đá quặng (đá mạch). Đất đá thải được bóc và chất đống thành các bãi thải, còn đá mạch được chia tách trong quá trình làm giàu và bị loại bỏ như là quặng đuôi. Quặng đuôi taconit chủ yếu là khoáng vật thạch anh, là chất trơ về mặt hóa học. Vật liệu này được lưu giữ trong các hồ lắng lớn được điều tiết nước.

### Quặng magnetit
Các tham số chủ đạo để đánh giá xem việc khai thác quặng magnetit có hiệu quả kinh tế hay không là độ kết tinh của magnetit, phẩm cấp sắt trong đá chủ của thành hệ sắt dải và các nguyên tố tạp chất tồn tại trong quặng magnetit tuyển. Kích thước và hệ số bóc của phần lớn các nguồn tài nguyên magnetit là không tương xứng do thành hệ sắt dải có thể dày hàng trăm mét và trải dài hàng trăm kilomet dọc theo đường tấn, và có thể chứa tới trên 3 tỷ tấn quặng.
Phẩm cấp điển hình của sắt mà tại đó thành hệ sắt dải chứa magnetit trở thành hiệu quả kinh tế là khoảng 25% Fe, nói chung có thể đạt được hiệu suất thu hồi magnetit 33-40% tính theo trọng lượng để sản xuất tinh quặng chứa trên 64% Fe theo trọng lượng. Tinh quặng magnetit thường chứa dưới 0,1% phosphor, 3–7% silica và dưới 3% nhôm.
Hiện tại quặng magnetit được khai thác ở Minnesota và Michigan ở Hoa Kỳ, miền đông Canada và miền bắc Thụy Điển. Thành hệ sắt dải chứa magnetit hiện tại cũng được khai thác rộng khắp ở Brasil để xuất khẩu một lượng đáng kể sang châu Á – chủ yếu là vào Trung Quốc. Ngành công nghiệp khai thác quặng magnetit tại Australia tuy non trẻ nhưng cũng ở quy mô lớn.

### Quặng chở tàu trực tiếp
Các khoáng sàng quặng sắt chở tàu trực tiếp (DSO, từ tiếng Anh: Direct Shipping Ore) (thường là hematit) hiện tại được khai thác trên mọi châu lục, trừ châu Nam Cực, với cường độ khai thác lớn nhất tại Nam Mỹ, Australia và châu Á. Phần lớn các khoáng sàng quặng sắt hematit lớn có nguồn gốc từ các thành hệ sắt dải đã biến đổi và hiếm khi là các tích tụ hỏa sinh.
Các khoáng sàng DSO thường hiếm gặp hơn so với BIF chứa magnetit hay các loại đá khác tạo thành nguồn chính của nó hay đá nguyên thủy, nhưng có chi phí khai thác và gia công rẻ hơn đáng kể do chúng không cần nhiều quy trình làm giàu vì có hàm lượng sắt cao hơn. Tuy nhiên, quặng DSO có thể chứa hàm lượng các tạp chất chịu phạt cao hơn (như Al, Si, As, S, P, Cu, Zn v.v…), thông thường chứa nhiều hơn phosphor, nước (đặc biệt là các tích tụ trầm tích pisolit) và nhôm (khoáng vật sét trong pisolit). DSO phẩm cấp xuất khẩu hiện nay có các hàm lượng sắt tiêu chuẩn là các mức tối thiểu 58%, tối thiểu 62%, tối thiểu 63%, tối thiểu 64%, tối thiểu 65% và tối thiểu 66% - do các tham chiếu giá toàn cầu (như Platts, Metal Bulletin, TSI v.v..) thường được đưa ra tại các mức hàm lượng này; nhưng nói chung đa phần nằm trong khoảng 62–64% Fe.

### Khoáng sàng quặng magnetit magma
Đôi khi granit và các loại đá hỏa sinh siêu bồ tạt cô lập các tinh thể magnetit và tạo thành các khối magnetit phù hợp để làm giàu quặng đạt hiệu quả kinh tế. Một số khoáng sàng quặng sắt, đáng chú ý là tại Chile, được hình thành từ các dung nham núi lửa chứa các tích tụ ban tinh magnetit đáng kể. Các khoáng sàng quặng sắt Chile trong hoang mạc Atacama cũng hình thành các tích tụ bồi tích của magnetit trong các sông suối bắt nguồn từ các thành hệ núi lửa này.
Một số khoáng sàng skarn magnetit và nhiệt dịch được khai thác trong quá khứ là các khoáng sàng quặng sắt phẩm cấp cao không đòi hỏi nhiều công đoạn làm giàu. Có vài khoáng sàng gắn với granit thuộc kiểu này ở Malaysia và Indonesia.
Các nguồn quặng magnetit khác còn bao gồm các tích tụ biến chất của quặng magnetit khối như tại mỏ Savage River, Tasmania, được hình thành từ sự dịch chuyển của các ultramafic ophiolit.
Một nguồn quặng sắt nhỏ khác là các tích tụ magma trong các đá xâm nhập xếp lớp chứa magnetit thường với titan và vanadi. Các loại quặng này tạo thành thị trường ngách, với các nhà nấu luyện chuyên biệt để thu hồi sắt, titan và vanadi. Các loại quặng này được làm giàu về cơ bản tương tự như quặng sắt từ thành hệ sắt dải, nhưng thường dễ nâng phẩm cấp thông qua đập và sàng. Phẩm cấp điển hình của tinh quặng titanomagnetit là 57% Fe, 12% Ti và 0,5% V
2O
5.

## Quặng đuôi
Cứ mỗi tấn tinh quặng sắt được sản xuất sẽ thải ra khoảng 2,5–3,0 tấn quặng đuôi. Thống kê năm 2010 chỉ ra rằng với công suất khai thác khi đó thì mỗi năm có khoảng 130 triệu tấn quặng sắt bị mất theo quặng đuôi. Nếu quặng đuôi chứa trung bình khoảng 11% sắt thì mỗi năm mất đi khoảng 14,1 triệu tấn sắt trong quặng đuôi. Số liệu thông báo trong một bài báo năm 2019 cho rằng tại Trung Quốc hiện thải ra khoảng 500 triệu tấn quặng đuôi mỗi năm và tích tụ đến nay khoảng 7,5 tỷ tấn với hàm lượng khoảng 8-12%Fe, tương đương khoảng 750 triệu tấn sắt mất đi trong lượng quặng đuôi này.
Các quặng đuôi này cũng chứa nhiều kim loại có ích khác như đồng, niken, coban, và chúng cũng có thể sử dụng để làm vật liệu làm đường, như để trải mặt đường, vật liệu trám lót cũng như vật liệu xây dựng như xi măng, thủy tinh phẩm cấp thấp, vật liệu xây tường. Trong khi quặng đuôi là quặng phẩm cấp tương đối thấp thì chúng lại không đắt và cũng không cần phải khai thác mỏ. Vì điều này, các công ty như Magnetation Inc., đã bắt đầu các dự án tái sinh trong đó họ sử dụng quặng đuôi làm nguồn cung cấp sắt kim loại.
Hai phương pháp chính trong tái chế sắt từ quặng sắt đuôi là nung từ hóa và khử trực tiếp. Nung từ hóa sử dụng nhiệt độ trong khoảng 700-900 °C trong thời gian dưới 1 h để sản xuất tinh quặng sắt magnetit (Fe
3O
4) để dùng trong nấu luyện sắt thép. Để nung từ hóa thì điều quan trọng là phải nung trong bầu không khí khử nhằm ngăn chặn oxy hóa và hình thành sắt(III) oxit (Fe
2O
3) do nó khó tách ra hơn vì từ tính thấp. Khử trực tiếp sử dụng nhiệt độ trên 1000 °C và thời gian dài hơn là 2–5 h. Khử trực tiếp được sử dụng trong sản xuất sắt xốp làm nguyên liệu luyện thép. Khử trực tiếp cần nhiều năng lượng hơn do nhiệt độ cao hơn và thời gian dài hơn cũng như cần nhiều chất khử hơn so với nung từ hóa.

## Chiết tách
Các nguồn quặng sắt phẩm cấp thấp nói chung phải được làm giàu, sử dụng các kỹ thuật như đập, nghiền, tuyển trọng lực, tuyển từ (tách từ), sàng và tuyển nổi để nâng cao phẩm cấp quặng và loại bỏ tạp chất. Sản phẩm cuối cùng là bột tinh quặng hạt mịn chất lượng cao, được biết đến như là quặng mịn.

### Magnetit
Magnetit có từ tính và vì thế dễ dàng tách khỏi các khoáng vật quặng đuôi và có thể sản xuất ra tinh quặng phẩm cấp cao với hàm lượng tạp chất rất thấp.
Kích thước hạt magnetit và mức độ cùng trộn lẫn với chất nền silica sẽ xác định cỡ hạt mà đá phải được nghiền mịn để cho phép chia tách từ đạt hiệu quả nhằm thu được tinh quặng magnetit có độ tinh khiết cao. Điều này cũng xác định năng lượng cần thiết để vận hành hoạt động đập và nghiền quặng.
Khai thác mỏ các thành hệ sắt dải bao gồm đập thô và sàng, tiếp theo là đập vừa và nghiền tinh để tán nhỏ quặng tới mức mà magnetit kết tinh và thạch anh là đủ mịn tới mức thạch anh bị bỏ lại phía sau khi mà bột tạo ra được cho chạy qua thiết bị tách từ.
Nói chung phần lớn trầm tích thành hệ sắt dải magnetit phải được nghiền tới kích thước 32-45 micromet để thu được tinh quặng magnetit thấp silica. Phẩm cấp của tinh quặng magnetit nói chung là trên 70% sắt tính theo trọng lượng và thường chứa ít phosphor, nhôm, titan, silica và như thế nói chung sẽ được cộng thêm phụ phí (premium) vào giá so với loại quặng sắt khác.

### Hematit
Do tỷ trọng riêng của hematit (khoảng 5,3 g/cm³) cao hơn so với quặng đuôi silicat đi kèm (ví dụ thạch anh có tỷ trọng riêng 2,65 g/cm³) nên làm giàu quặng hematit thường bao gồm một tổ hợp các kỹ thuật làm giàu.
Một phương pháp dựa vào việc cho quặng đập mịn đi qua vữa chứa các hạt mịn magnetit (5,17-5,18 g/cm³) hay kết hợp với các tác nhân khác như hạt mịn ferosilic (~6,8 g/cm³) lơ lửng trong nước để làm tăng tỷ trọng của vữa. Khi tỷ trọng của vữa được hiệu chỉnh chính xác, hematit sẽ chìm xuống còn các hạt vụn khoáng vật silicat sẽ nổi lên và có thể loại bỏ.

## Sản xuất và tiêu thụ

Sự tiến triển của phẩm cấp quặng sắt đã khai thác từ các quốc gia khác nhau (Canada, Trung Quốc, Australia, Brasil, Hoa Kỳ, Thụy Điển, Liên Xô-Nga, thế giới). Sự tụt giảm gần đây của phẩm cấp quặng thế giới là do sự tiêu thụ lớn các loại quặng Trung Quốc phẩm cấp thấp. Quặng sắt của Mỹ được nâng cấp lên tới 61-64%Fe trước khi bán.

| Quốc gia      | Sản xuất |
| ------------- | -------- |
| Australia     | 817      |
| Brasil        | 397      |
| Trung Quốc    | 375*     |
| Ấn Độ         | 156      |
| Nga           | 101      |
| Nam Phi       | 73       |
| Ukraina       | 67       |
| Hoa Kỳ        | 46       |
| Canada        | 46       |
| Iran          | 27       |
| Thụy Điển     | 25       |
| Kazakhstan    | 21       |
| Khác          | 132      |
| Tổng thế giới | 2.280    |

Sắt là kim loại được sử dụng phổ biến nhất toàn thế giới—thép, trong đó sắt là thành phần cơ bản nhất, chiếm khoảng 95% toàn bộ lượng kim loại sử dụng mỗi năm. Nó được sử dụng chủ yếu trong các ứng dụng kết cấu kỹ thuật và cho các mục đích hàng hải, công nghiệp ô tô cũng như trong các ứng dụng công nghiệp chung (máy móc).
Các loại đá giàu sắt là phổ biến khắp thế giới, nhưng các hoạt động khai thác mỏ thương mại để thu được sắt phẩm cấp quặng được chi phối bởi các quốc gia như liệt kê trong bảng bên cạnh. Căng thẳng chính về kinh tế đối với các khoáng sàng quặng sắt không nhất thiết phải là phẩm cấp hay quy mô của khoáng sàng, do không quá khó để chứng minh về mặt địa chất trữ lượng của tài nguyên sắt có trong đá. Căng thẳng chính là vị trí của mỏ quặng sắt đến thị trường, chi phí cho cơ sở hạ tầng đường sắt để đưa nó ra thị trường và chi phí năng lượng để thực hiện những công việc này.
Khai thác quặng sắt là ngành nghề kinh doanh với số lượng lớn và biên lợi nhuận thấp, do giá trị của một đơn vị khối lượng sắt là thấp hơn đáng kể so với cùng một khối lượng các kim loại thường khác. Ví dụ, giá Cash Bid-Ask LME chính thức đối với đồng, chì, nhôm, kẽm, thiếc, niken kim loại đạt chuẩn LME vào ngày 29/01/2020 tương ứng là 5.697,5 - 5.698,0; 1.885,0 - 1886,0; 1.732,0 - 1732,5; 2.255,0 - 2.256,0; 16.300 - 16.325; 12.625 - 12.630 USD/tấn nhưng giá CFR Đông Nam Á cùng ngày cho phôi thép chỉ là 435 - 440 USD/tấn hay giá CFR Thanh Đảo cho quặng sắt mịn 62%Fe cùng ngày chỉ là 86,84 USD/tấn (Nguồn: Metal Bulletin). Nó cũng là ngành nghề vốn lớn cũng như đòi hỏi một lượng vốn đầu tư đáng kể vào cơ sở hạ tầng như đường sắt để vận chuyển quặng từ mỏ tới tàu biển vận chuyển quốc tế. Vì các lý do này, sản xuất quặng sắt tập trung trong tay một vài nhà sản xuất lớn.
Sản xuất toàn thế giới hiện tại ước khoảng 2 tỷ tấn quặng thô mỗi năm. Nhà sản xuất quặng sắt lớn nhất thế giới là tập đoàn khai mỏ Vale của Brasil, tiếp theo là các công ty Anh-Australia là Tập đoàn Rio Tinto và BHP Billiton. Nhà cung cấp lớn thứ tư - một công ty Australia - là Tập đoàn Kim loại Fortescue Ltd, đã giúp cho Australia trở thành quốc gia sản xuất quặng sắt lớn nhất thế giới.
Thương mại quặng sắt đường biển—nghĩa là quặng sắt được vận tải bằng tàu biển đến các quốc gia khác—là 849 triệu tấn vào năm 2004, tăng lên thành 1,411 tỷ tấn năm 2016. Australia và Brasil chi phối thương mại quặng sắt đường biển, với 72% thị phần. Riêng ba công ty BHP, Rio và Vale kiểm soát và chia sẻ 66% thị trường này.
Tại Australia, quặng sắt được khai thác từ ba nguồn chính: quặng "khoáng sàng sắt lòng máng" (CID) pisolit có nguồn gốc từ xói mòn cơ học của các thành hệ sắt dải nguyên thủy và tích tụ trong các kênh bồi tích (lòng sông cổ) như tại Pannawonica; và các loại quặng liên quan tới thành hệ sắt dải bị biến đổi chủ yếu theo kiểu biến chất trao đổi như tại Newman, dãy núi Chichester, dãy núi Hamersley và Koolyanobbing ở Tây Úc. Các kiểu quặng sắt khác đang giữ địa vị lãnh đạo gần đây, như các chỏm cứng chứa sắt bị oxy hóa, như các khoáng sàng quặng sắt laterit gần hồ Argyle ở Tây Úc.
Tổng trữ lượng quặng sắt có thể thu hồi của Ấn Độ là khoảng 9,602 tỷ tấn hematit và 3,408 tỷ tấn magnetit. Chhattisgarh, Madhya Pradesh, Karnataka, Jharkhand, Odisha, Goa, Maharashtra, Andhra Pradesh, Kerala, Rajasthan và Tamil Nadu là các khu vực sản xuất quặng sắt chính của Ấn Độ. Tiêu thụ quặng sắt toàn thế giới ước tính tăng khoảng 10% mỗi năm, với các quốc gia tiêu thụ chính là Trung Quốc, Nhật Bản, Hàn Quốc, Hoa Kỳ và Liên minh châu Âu.
Trung Quốc hiện tại là quốc gia tiêu thụ quặng sắt lớn nhất thế giới, cũng là quốc gia sản xuất thép lớn nhất thế giới, với sản lượng thép thô năm 2019 ước đạt 996 triệu tấn trên tổng số 1.870 triệu tấn toàn thế giới. Trung Quốc cũng là quốc gia nhập khẩu quặng sắt lớn nhất thế giới, mua 52% quặng sắt thương mại đường biển năm 2004. Kế tiếp là Nhật Bản (111 triệu tấn thép thô năm 2019), Ấn Độ (99 triệu tấn thép thô năm 2019). Các quốc gia này tiêu thụ một lượng đáng kể quặng sắt và than luyện kim.

### Thị trường quặng sắt
Trên 40 năm qua, giá quặng sắt đã từng có thời kỳ được xác định tại các cuộc thỏa thuận khép kín giữa một lượng nhỏ các nhà khai mỏ và các nhà sản xuất thép chi phối đồng thời cả thị trường giao ngay (spot contract) và thị trường kỳ hạn và tương lai (forward/future contract). Theo truyền thống, giao dịch đạt được đầu tiên giữa hai nhóm này được thiết lập như là giá chuẩn để toàn bộ hai ngành công nghiệp này đi theo.
Tuy nhiên, trong những năm gần đây thì hệ thống giá chuẩn này đã bắt đầu bị phá vỡ, với những người tham gia cả ở trong chuỗi cung lẫn chuỗi cầu đều kêu gọi chuyển dịch sang hệ thống định giá ngắn hạn. Do phần lớn các hàng hóa khác đã có hệ thống định giá trên cơ sở thị trường hoàn thiện nên điều tự nhiên là quặng sắt cũng phải đi theo xu hướng này. Để đáp ứng nhu cầu ngày càng tăng về việc định giá minh bạch, một loạt các sở giao dịch tài chính và/hoặc các nhà thanh toán bù trừ trên toàn thế giới đã cung cấp các kiểu thanh toán bù trừ hoán đổi quặng sắt. Các công ty như Tập đoàn CME (Chicago Mercantile Exchange & Chicago Board of Trade), SGX (Sở Giao dịch Chứng khoán Singapore), LCH (London Clearing House), NOS Group và ICEX (Sở Giao dịch Hàng hóa Ấn Độ) tấy cả đều cung cấp các hợp đồng hoán đổi dựa theo các dữ liệu giao dịch quặng sắt của The Steel Index (TSI). CME cũng cung cấp hợp đồng hoán đổi trên cơ sở chỉ số giá Platts bên cạnh thanh toán bù trừ hợp đồng hoán đổi dựa theo chỉ số giá TSI. Intercontinental Exchange (ICE) cung cấp dịch vụ thanh toán bù trừ trên cơ sở chỉ số giá Platts. Thị trường hoán đổi đã phát triển rất nhanh, với sự thanh khoản chủ yếu tập trung xung quanh định giá TSI. Vào tháng 4 năm 2011, các hợp đồng hoán đổi quặng sắt trị giá trên 5,5 tỷ USD đã được bù trừ trên cơ sở giá TSI. Vào tháng 8 năm 2012, trên 1 triệu tấn quặng sắt của các hợp đồng hoán đổi được giao dịch mỗi ngày đã diễn ra trên cơ sở giá TSI.
Một phát triển tương đối mới là sự giới thiệu các hợp đồng quyền chọn quặng sắt bổ sung cho các hợp đồng hoán đổi. Tập đoàn CME là nơi thực hiện phần lớn bù trừ các hợp đồng quyền chọn trên cơ sở chỉ số giá TSI, với số lượng hợp đồng chưa thực hiện khoảng 12.000 lô vào tháng 8 năm 2012.
Sở Giao dịch Hàng hóa Singapore (SMX) đã khai trương hợp đồng tương lai quặng sắt toàn cầu đầu tiên, dựa theo chỉ số giá quặng sắt (MBIOI) của Metal Bulletin sử dụng các dữ liệu giá cả hàng ngày từ một phổ rộng các nhà công nghiệp có liên quan và từ dữ liệu do công ty tư vấn và cung cấp dữ liệu thép Trung Quốc độc lập là Steelhome có trụ sở ở Thượng Hải cung cấp trên cơ sở liên hệ rộng khắp với các nhà sản xuất thép và buôn bán quặng sắt trên toàn Trung Quốc của công ty này. Hợp đồng tương lai đã đạt được khối lượng giao dịch trên 1,5 triệu tấn sau 8 tháng giao dịch.
Chuyển động này tiếp theo sự dịch chuyển sang định giá hàng quý trên cơ sở chỉ số giá của ba nhà khai mỏ quặng sắt lớn nhất thế giới—Vale, Rio Tinto và BHP—vào đầu năm 2010, phá vỡ truyền thống 40 năm về định giá hàng năm theo giá chuẩn.

## Tài nguyên quặng sắt khả dụng

### Thế giới
Sắt là nguyên tố phổ biến nhất trên Trái Đất, nhưng không phải ở lớp vỏ. Quy mô trữ lượng quặng sắt có thể tiếp cận được là chưa rõ, mặc dù năm 2006 Lester Brown từ Worldwatch Institute gợi ý rằng quặng sắt có thể cạn kiệt trong vòng 64 năm (nghĩa là vào năm 2070), dựa vào tăng trưởng 2% nhu cầu mỗi năm.

### Australia
Geoscience Australia tính toán rằng "tài nguyên được chứng minh kinh tế" về sắt của quốc gia này là khoảng 24 tỷ tấn. Sản lượng quặng sắt từ khoáng sàng Pilbara ở Tây Úc bán ra năm 2018 là xấp xỉ 780 triệu tấn, trong đó Rio Tinto là 338 triệu tấn, BHP là 274 triệu tấn và Fortescue là 168 triệu tấn.

### Hoa Kỳ
Năm 2018 các mỏ tại Hoa Kỳ sản xuất 49,3 triệu tấn quặng sắt, thấp hơn so với mức đỉnh năm 2014 là 55,9 triệu tấn.

### Canada
Năm 2018 Canada sản xuất 52,4 triệu tấn quặng sắt dưới dạng tinh quặng và quặng vê viên và 13,6 triệu tấn thép thô. Trong số 13,6 triệu tấn thép thô thì 6,5 triệu tấn xuất khẩu, và 47,7 triệu tấn quặng sắt cũng xuất khẩu với giá trị 5,3 tỷ $. Trong số quặng sắt xuất khẩu thì 29,1% khối lượng là quặng vê viên với giá trị 1,9 tỷ $ và 70,9% là tinh quặng với giá trị 3,4 tỷ $. Phần lớn quặng sắt của Canada khai thác tại khu vực Nunavut (9%) và nếp lõm Labrador (91%) dọc theo ranh giới Quebec và Newfoundland và Labrador.

### Brasil
Brasil là quốc gia sản xuất quặng sắt lớn thứ hai thế giới sau Australia. Năm 2018 sản lượng quặng sắt của Vale đạt 385 triệu tấn. Các mỏ quặng sắt được Vale khai thác tập trung tại bang Pará ở miền bắc Brasil.

## Nấu luyện
Quặng sắt chủ yếu bao gồm các nguyên tử oxy và sắt liên kết cùng nhau thành các phân tử. Để chuyển nó thành sắt kim loại thì nó phải trải qua quy trình nấu luyện hay khử trực tiếp để loại bỏ oxy. Các liên kết oxy-sắt là mạnh và để loại bỏ oxy khỏi sắt thì phải có liên kết nguyên tố mạnh hơn để tách oxy. Cacbon được sử dụng do ở nhiệt độ cao thì cường độ của liên kết cacbon-oxy lớn hơn so với cường độ liên kết sắt-oxy. Vì thế, quặng sắt phải được nghiền thành bột và trộn với than cốc luyện kim để đốt trong quy trình nấu luyện.
Cacbon monoxit là thành phần chính để tách oxy ra khỏi sắt bằng phương pháp hóa học. Vì thế, nấu luyện sắt với cacbon phải được duy trì ở trạng thái thiếu oxy (trạng thái khử) để thúc đẩy quá trình đốt cacbon tạo ra CO chứ không phải CO
2. 
- Thổi khí và than củi (hay than cốc): 2 C + O
2 → 2 CO
- Cacbon monoxit (CO) là tác nhân khử chủ yếu.
  - Giai đoạn 1: 3 Fe
2O
3 + CO → 2 Fe
3O
4 + CO
2
  - Giai đoạn 2: Fe
3O
4 + CO → 3 FeO + CO
2
  - Giai đoạn 3: FeO + CO → Fe + CO
2
- Nung khô đá vôi: CaCO
3 → CaO + CO
2
- Vôi hoạt động như một chất trợ chảy: CaO + SiO
2 → CaSiO
3

### Các nguyên tố dấu vết
Sự pha tạp của một lượng dù rất nhỏ các nguyên tố khác có thể có ảnh hưởng rõ nét đến đặc trưng hành vi của mẻ luyện hay đến vận hành của nhà máy nấu luyện. Các ảnh hưởng này có thể là tốt hoặc xấu, đôi khi là tệ hại. Một số hóa chất được thêm vào có chủ định, như chất trợ chảy để làm cho hoạt động của lò cao trở thành hiệu quả hơn. Một số chất khác được thêm vào là do chúng làm cho sắt trở thành lỏng hơn hay cứng hơn hay để đạt được một số phẩm chất mong muốn khác. Sự lựa chọn quặng, nhiên liệu, chất trợ chảy sẽ xác định xỉ luyện kim sẽ hoạt động như thế nào và các đặc trưng vận hành của sắt được sản xuất ra sẽ như thế nào. Quặng sắt lý tưởng chỉ chứa sắt và oxy nhưng trong thực tế thì điều này không bao giờ đạt được. Thông thường quặng sắt chứa một loạt các nguyên tố thường là không mong muốn trong sản xuất thép.

#### Silic
Silica (SiO
2) gần như luôn luôn có mặt trong quặng sắt. Phần lớn silica sẽ tạo xỉ trong quy trình nấu luyện. Ở nhiệt độ trên 1.300 °C (2.370 °F) một lượng nhất định silica sẽ bị khử và tạo thành hợp kim với sắt. Lò càng có nhiệt độ cao hơn thì càng có nhiều silic có mặt trong sản phẩm nấu luyện. Điều không phải là bất thường là người ta có thể tìm thấy tới 1,5% Si trong gang đúc tại châu Âu trong giai đoạn từ thế kỷ 16 đến 18.
Tác động chính của silic là thúc đẩy sự hình thành gang xám. Gang xám có độ giòn thấp hơn và dễ gia công hoàn thiện hơn so với gang trắng. Nó được ưa thích sử dụng cho các mục đích đúc vì lý do này. Turner (1900, tr. 192–197) thông báo rằng silic cũng làm giảm độ co ngót và rỗ khí, làm giảm tỷ lệ đúc hỏng.

#### Phosphor
Phosphor (P) có 4 tác động chính tới sắt: làm tăng độ cứng và độ bền, làm giảm nhiệt độ hóa rắn, làm tăng tính chảy và tính giòn nguội. Phụ thuộc vào mục đích sử dụng sắt thép, các tác động này có thể là tốt hoặc xấu. Quặng sắt đầm lầy thường có hàm lượng phosphor cao (Gordon 1996, tr. 57).
Độ bền và độ cứng của sắt tăng lên với hàm lượng phosphor. Hàm lượng 0,05%P trong sắt rèn làm cho nó cứng ngang thép vừa cacbon. Sắt cao phosphor có thể được làm cứng bằng rèn búa nguội. Tác động làm cứng là đúng với bất kỳ hàm lượng nào của phosphor. Càng nhiều phosphor thì sắt càng trở thành cứng hơn và nó càng dễ làm cứng bằng rèn búa nguội. Các nhà sản xuất thép hiện đại có thể làm tăng độ cứng tới 30% mà không phải hi sinh độ chống chịu va đập bằng cách duy trì hàm lượng phosphor ở mức 0,07-0,12%. Nó cũng làm tăng độ sâu của làm cứng do tôi, nhưng cùng lúc đó làm giảm độ hòa tan của cacbon trong sắt ở nhiệt độ cao. Điều này có thể làm giảm tính gữu dụng của nó trong sản xuất thép xementit (xementit hóa), trong đó tốc độ và lượng cacbon hấp thụ là ưu tiên xem xét hàng đầu.
Sự bổ sung phosphor cũng có nhược điểm. Với hàm lượng trên 0,2%P thì sắt ngày càng trở thành giòn nguội hay giòn ở nhiệt độ thấp. Giòn nguội là đặc biệt quan trọng với sắt thỏi. Mặc dù sắt thỏi thường được gia công nóng, nhưng sử dụng nó thường yêu cầu nó phải đủ dẻo dai, có thể uốn và chống chịu va đập ở nhiệt độ phòng. Ví dụ, một cái đinh vỡ tan khi đóng bằng búa hay một cái bánh xe ngựa vỡ ra khi va chạm với đá thì rất khó có thể tiêu thụ. Các mức hàm lượng phosphor đủ cao làm cho sắt trở thành vô dụng (Rostoker & Bronson 1990, tr. 22). Các tác động của giòn nguội tăng lên theo sự giảm xuống của nhiệt độ. Vì thế, một mảnh sắt là có thể dùng được hoàn hảo trong mùa hè thì lại có thể trở thành rất giòn trong mùa đông. Có một số chứng cứ cho thấy trong thời Trung cổ thì những người rất giàu có thể có thanh kiếm cứng hơn (cao phosphor) trong mùa hè và thanh kiếm ít cứng hơn (thấp phosphor) trong mùa đông (Rostoker & Bronson 1990, tr. 22).
Kiểm soát cẩn thận hàm lượng phosphor có thể mang lại lợi ích lớn trong các hoạt động đúc. Phosphor làm giảm nhiệt độ chảy lỏng, cho phép sắt duy trì ở trạng thái lỏng lâu hơn và làm tăng tính chảy lỏng. Sự bổ sung 1% P có thể làm tăng gấp đôi khoảng cách mà sắt nóng chảy sẽ chảy dài (Rostoker & Bronson 1990, tr. 22). Tác động tối đa ở khoảng 500 °C đạt được với hàm lượng phosphor là 10,2% (Rostocker & Bronson 1990, tr. 194). Đối với các vật đúc, Thomas Turner cho rằng sắt lý tưởng cần chứa 0,2–0,55% P(Turner 1900, tr. 202–204). Sắt này sẽ điền đầy khuôn với ít lỗ rỗng hơn cũng như ít co lại hơn. Trong thế kỷ 19 một số nhà sản xuất gang đúc trang trí sử dụng sắt chứa tới 5% P. Tính chảy lỏng cao cho phép chúng tạo ra những vật đúc rất phức tạp và tinh tế nhưng chúng không thể chịu tải, do chúng không có sức bền (Turner 1900, tr. 202–204).
Có hai cách sửa chữa đối với sắt cao phosphor. Cách cũ nhất và dễ nhất là tránh nó. Nếu sắt sản xuất từ quặng bị giòn nguội thì người ta có thể tìm kiếm nguồn quặng sắt mới thay thế. Cách thứ hai bao gồm oxy hóa phosphor trong quy trình tinh luyện bằng cách bổ sung sắt oxit. Kỹ thuật này thường gắn với khuấy luyện (puddling) trong thế kỷ 19 và có thể chưa được hiểu rõ trước đó. Chẳng hạn, Isaac Zane (1743-1795), chủ sở hữu của Marlboro Iron Works dường như không biết đến kỹ thuật này vào năm 1772. Với danh tiếng của Zane như là người luôn bắt kịp những phát triển mới nhất trong nấu luyện sắt thì kỹ thuật này có lẽ chưa từng được những người sản xuất sắt thép ở Virginia và Pennsylvania biết đến.
Phosphor là tạp chất có hại trong thép do nó làm cho thép giòn, ngay cả khi ở các mức hàm lượng thấp đến 0,6%. Phosphor không dễ bị loại bỏ bằng cách trợ chảy hay nấu luyện, vì thế quặng sắt nói chung phải chứa ít phosphor để phục vụ sản xuất thép.

#### Nhôm
Một lượng nhỏ nhôm (Al) có mặt trong nhiều loại quặng, như quặng sắt, cát hay một số loại đá vôi. Cho đến trước khi có sự ra đời của các lò lót gạch thì lượng tạp chất nhôm là đủ nhỏ để không gây ra ảnh hưởng đáng kể tới sắt hay xỉ luyện kim. Tuy nhiên, khi gạch bắt đầu được sử dụng để lót lòng và bên trong lò cao thì lượng tạp chất nhôm tăng lên rất mạnh. Điều này là do sự ăn mòn lớp lót lò của xỉ lỏng.
Nhôm rất khó khử vì thế tạp chất nhôm trong sắt không phải là một vấn đề. Tuy nhiên, nó àm tăng độ nhớt của xỉ (Kato & Minowa 1969, tr. 37 và Rosenqvist 1983, tr. 311). Điêuỳ này gây ra mọt số tác động bất lợi cho hoạt động của lò. Lớp xỉ dày hơn sẽ làm chậm sự hạ xuống của liệu nạp vào, kéo dài quá trình nấu luyện. Hàm lượng nhôm cao cũng sẽ làm cho khó tháo xỉ lỏng hơn và trong trường hợp tột độ thì nó có thể dẫn đến đông cứng lò.
Có một vài giải pháp cho xỉ cao nhôm. Giải pháp thứ nhất là tránh nó như không sử dụng các nguồn quặng hay đá vôi cao nhôm. Giải pháp thứ hai là tăng tỷ lệ trợ chảy đá vôi (tăng độ kiềm, CaO/Al
2O
3+SiO
2) để làm giảm độ nhớt của xỉ. (Rosenqvist 1983, tr. 311)

#### Lưu huỳnh
Lưu huỳnh (S) là tạp chất thường thấy trong than. Nó cũng có với một lượng nhỏ trong nhiều loại quặng, nhưng có thể loại bỏ bằng cách nung kết hay nung khô. Lưu huỳnh dễ dàng hòa tan trong cả sắt lỏng lẫn sắt rắn ở các mức nhiệt độ cao có trong nấu luyện sắt. Các tác động của một lượng dù nhỏ lưu huỳnh là trực tiếp và nghiêm trọng. Nó là một trong những tạp chất mà những người nấu luyện sắt thép tìm cách thải loại đầu tiên. Lưu huỳnh làm cho sắt trở thành giòn nóng (Gordon 1996, tr. 7).
Sắt giòn nóng bị giòn khi nóng. Đây là vấn đề nghiêm trọng do phần lớn sắt sử dụng trong thế kỷ 17 và 18 là sắt thỏi hay sắt rèn. Sắt rèn được định hình bằng cách đập búa liên tục khi đang nóng đỏ. Mảnh sắt giòn nóng sẽ nứt khi gia công bằng búa. Khi miếng sắt hay thép nóng nứt ra thì bề mặt bị lộ ra sẽ ngay lập tức bị oxy hóa. Lớp oxit này ngăn không cho vá chỗ nứt bằng cách hàn. Các vết nứt lớn làm cho sắt hay thép bị phá vỡ. Các vết nứt nhỏ có thể làm cho đồ vật bị hỏng trong quá trình sử dụng. Độ giòn nóng tỷ lệ thuận với hàm lượng lưu huỳnh. Ngày nay nói chung người ta tránh sử dụng sắt thép với trên 0,03% S.
Sắt thép giòn nóng có thể gia công, nhưng nó phải được gia công ở các mức nhiệt độ thấp. Gia công ở nhiệt độ thấp đòi hỏi nhiều cố gắng tiêu tốn năng lượng của thợ rèn. Khối kim loại phải được đập nhiều hơn và cứng hơn để đạt được cùng một kết quả. Một thanh sắt thép vừa lưu huỳnh có thể gia công được nhưng đòi hỏi nhiều thời gian và cố gắng hơn.
Trong gang đúc lưu huỳnh thúc đẩy sự hình thành gang trắng. Một lượng chỉ 0,5% S có thể làm mất các tác dụng củalàm nguội chậm và hàm lượng silic cao (Rostoker & Bronson 1990, tr. 21). Gang trắng là giòn hơn nhưng cứng hơn gang xám. Nói chung người ta tránh tạo ra gang trắng do nó khó gia công hơn, ngoại trừ tại Trung Quốc nơi gang đúc cao lưu huỳnh, đôi khi tới 0,57% S, được sản xuất từ than và than cốc, được sử dụng để làm chuông và chuông chùm (Rostoker, Bronson & Dvorak 1984, tr. 760). Theo (Turner 1900, tr. 200), sắt đúc tốt nên chứa dưới 0,15% S. Tại phần còn lại của thế giới thì gang đúc cao lưu huỳnh có thể sử dụng để làm các vật đúc, nhưng sẽ chỉ làm ra sắt rèn loại kém.
Có một số giải pháp sửa chữa đối với tạp chất lưu huỳnh. Giải pháp thứ nhất và là giải pháp được sử dụng nhiều nhất trong các hoạt động nấu luyện tiền sử và cổ đại, là tránh nó. Không giống như ở Trung Quốc, than từng không được sử dụng tại châu Âu làm nhiên liệu nấu luyện do nó chứa lưu huỳnh và vì thế gây ra giòn nóng cho sắt. Nếu loại quặng dẫn đến giòn nóng cho kim loại thì những người nấu luyện sắt sẽ tìm kiếm nguồn quặng khác. Khi than khoáng lần đầu tiên được sử dụng trong các lò cao châu Âu vào năm 1709 (hoặc có thể sớm hơn), nó được luyện thành cốc. Chỉ sau khi có sự ra đời của gió nóng từ năm 1829 thì than thô mới được sử dụng.
Lưu huỳnh có thể loại bỏ khỏi quặng bằng nung kết và rửa. Nung kết oxy hóa lưu huỳnh để tạo ra sulfur dioxide để thoát ra ngoài khí quyển hoặc thu hồi bằng cách cho qua lọc rửa. Trong điều kiện khí hậu nóng nó có thể thoát khỏi quặng pyrit trong điều kiện mưa. Tác động tổ hợp của mưa, vi khuẩn và nhiệt oxy hóa quặng sulfide thành axit sulfuric và các sulfat hòa tan trong nước và bị lọc tẩy (Turner 1900, tr. 77). Tuy nhiên, theo dòng lịch sử, sắt sulfide (pyrit FeS
2), mặc dù là một khoáng vật sắt phổ biến, nhưng chưa từng được sử dụng như là quặng để sản xuất sắt kim loại. Sản phẩm phong hóa tự nhiên từng được sử dụng tại Thụy Điển. Cùng một quá trình này, nhưng với tốc độ địa chất, dẫn đến các loại quặng limonit mạch quặng lộ.
Tầm quan trọng gắn với sắt thấp lưu huỳnh được minh chứng bằng các mức giá cao nhất quán được trả cho sắt nguồn gốc từ Thụy Điển, Nga và Tây Ban Nha trong thế kỷ 16-18. Ngày nay lưu huỳnh không còn là vấn đề khó nữa. Giải pháp hiện nay là bổ sung mangan. Nhưng những người vận hành vẫn phải nắm rõ hàm lượng lưu huỳnh trong sắt do ít nhất phải tốn 5 lần khối lượng mangan để trung hòa lưu huỳnh. Một số loại sắt cổ xưa có các mức hàm lượng mangan khác nhau, nhưng phần lớn là quá thấp so với mức cần thiết để trung hòa lưu huỳnh (Rostoker & Bronson 1990, tr. 21).
Tạp chất sulfide như mangan sulfide (MnS) cũng có thể là nguyên nhân gây ra các vấn đề rỗ mòn nghiêm trọng ở thép không gỉ mác thấp như thép AISI 304.
Trong các điều kiện oxy hóa và sự có mặt của hơi ẩm, khi sulfide bị oxy hóa tạo ra các anion thiosulfat như là chất trung gian và do anion thiosulfat có độ linh động điện tử tương đương cao hơn so với anion chloride do điện tích âm kép của nó, nó thúc đẩy sự phát triển của các hốc lõm trên bề mặt kim loại. Các điện tích dương sinh ra bởi các cation Fe2+ giải phóng trong dung dịch bởi oxy hóa Fe trên khu vực anode bên trong hốc phải được bù đắp/trung hòa nhanh bằng các điện tích âm sinh ra từ chuyển vị điện động học của các anion trong hốc mao dẫn. Một vài quá trình điện hóa học xảy ra trong hốc mao dẫn là tương tự với những gì thấy trong điện di mao dẫn. Tốc độ chuyển vị điện động học của anion càng cao thì tốc độ rỗ mòn cũng càng cao. Sự vận chuyển điện động học của các ion bên trong hốc có thể là bước giới hạn tốc độ trong tốc độ tăng trưởng hốc.